# Vilde Ingstad
Vilde Ingstad (Oslo, 1994. december 18. –) olimpiai, világbajnok és Európa-bajnok norvég kézilabdázó. A román CSM București játékosa.
Édesapja dán, édesanyja norvég.

## Pályafutása

### Klubcsapatokban
Ingstad a Nordstrand IF utánpótláscsapataiban kezdett kézilabdázni 8 évesen. 2013-ban megnyerték a norvég másodosztályú bajnokságot, 2014-ben az élvonalban játszhatott nevelőegyesületével. 12 év után, 2014-ben igazolt a szintén első osztályú Oppsal IF-hez. Két éves szerződése lejárta után 2016-ban igazolt a dán bajnok Team Esbjerg csapatához. Velük háromszor nyert dán bajnokságot, nemzetközi szinten pedig 2019-ben EHF-kupa-döntőt játszott. A Bajnokok Ligája Final Four-jába kétszer jutott be, mindkétszer negyedik helyen végeztek. 2019-ben a dán bajnokságban az év női kézilabdázójának választották.
2023-tól a román bajnok CSM București játékosa. Ezzel a csapattal román bajnokságot nyert.

### A válogatottban
Tagja volt a norvég ifjúsági válogatottnak, amellyel 2012-ben bronzérmes lett a világbajnokságon. A juniorok között 2013-ban negyedik helyezett lett az Európa-bajnokságon, 2014-ben pedig kilencedik lett a világbajnokságon.
A norvég felnőttválogatottban 2014-ben mutatkozott be. Első világversenye a 2015-ös világbajnokság volt, amelyen aranyérmes lett a norvég válogatottal. Egy évvel később megnyerte első Európa-bajnoki címét.
A 2024-es párizsi olimpián az utolsó csoportmérkőzésen súlyos térdsérülést szenvedett, emiatt számára akkor véget ért a torna. Mivel a norvég csapat végül megnyerte az olimpiát, Ingstad is aranyérmes lett.

## Sikerei, díjai
- EHF-kupa döntős: 2019
- Dán bajnokság győztese: 2019, 2020, 2023
- Román bajnokság győztese: 2024
- Olimpiai bajnok: 2024
- Világbajnokság győztese: 2015, 2021
- Európa-bajnokság győztese: 2016, 2022

- 2012-es ifjúsági világbajnokságon bronzérmes
- 2019-ben a dán bajnokság alapszakaszának All-Star csapatának tagja[7]
- 2019-ben a dán bajnokságban az év játékosának választották